# Phyllopetalia altarensis
Phyllopetalia altarensis é uma espécie de libelinha da família Austropetaliidae.
É endémica do Chile.
Os seus habitats naturais são: rios e nascentes de água doce.
Está ameaçada por perda de habitat.